# Zwei Familien auf der Palme
Zwei Familien auf der Palme ist eine deutsche Fernsehkomödie aus dem Jahr 2015. Es handelt sich um eine Culture-Clash-Komödie zwischen einer ost- und westdeutschen Familie.
Die Hauptrollen spielen Heio von Stetten, Dirk Borchardt, Anna Lena Klenke, Valerie Niehaus und Nadeshda Brennicke. Die Erstausstrahlung fand am 17. Februar 2015 in Sat.1 statt und wurde von 2,91 Millionen Zuschauer ab drei Jahren verfolgt. In der relevanten Zielgruppe 14-59 erreichte die Produktion 12,3 % Marktanteile.

## Handlung
Zwei sozial sehr unterschiedliche Familien, die wohlhabenden von Zangenheims aus München und die Berliner Arbeiterfamilie Kowalski stranden auf einer einsamen Insel, nachdem Hubert von Zangenheim die Kowalskis aus Dank darüber, dass sie den Diebstahl von Renate Zangenheims Handtasche vereitelt haben, zu einer Bootstour vor Mauritius eingeladen hatte. Vor allem die beiden Familienväter stehen sich überwiegend ablehnend gegenüber, während sich der Sohn der Kowalskis in die Tochter der von Zangenheims verliebt. Erst als die Familien die sozialen Konflikte überwinden und zusammenarbeiten, gelingt ihnen die Rettung mithilfe eines selbstgebauten Floßes. Die Rückkehr in die Zivilisation gelingt, jedoch entscheiden sich die beiden Jugendlichen für einen Verbleib auf der Insel.

## Produktion
Die auftraggebende Produktionsfirma war die Tele Norm Film GmbH (TNF) für die ProSiebenSat.1 Media. Die Dreharbeiten fanden vom 1. bis 30. Oktober 2014 auf der Insel Mauritius statt. Der Film- und Fernsehfonds Bayern förderte die Produktion mit 350.000 Euro.

## Kritiken
Zwei Familien auf der Palme wurde von der Kritik überwiegend positiv aufgenommen:
Filmkritiker Tilmann P. Gangloff befand den Film als „harmlos heitere Komödie“, bei der die Entwicklung der Geschichte nicht besonders überraschend sei, „zumal die Figuren den handelsüblichen Klischees entsprechen“. Regisseur Niessner setze „kaum Akzente“, ebenso wenig die Bildgestaltung von Holly Fink. Auch „das Drehbuch von Timothy Tremper hat ebenfalls nur wenige Überraschungen zu bieten, zumal selbst der charakterliche Wandel der Figuren den Erwartungen entspricht“. Dennoch wäre der Film „erstaunlich abwechslungsreich“.
Laut Der Westen wird die Geschichte „vom Beginn an zügig erzählt und geht auch in der Folge nie in der Postkartenschönheit verloren“.
Andi Niessner habe „die Robinsonade unauffällig“ inszeniert, Timothy Trempers Drehbuch leiste sich wenig Hänger, aber vor allem seien es die Schauspieler, die diese nette Komödie tragen. Der Film sei „nie langweilig“, „nichts Umwerfendes, aber dennoch mehr als eine Komödie vor Traumkulisse“.

## Auszeichnungen
- 2015: Nominierung für den Deutschen Comedypreis in der Kategorie Beste TV-Komödie[5]